# Isolerende sprog
Analytiske sprog eller isolerende sprog er en lingvistisk betegnelse, der anvendes for at sprogtypologisk kategorisere sprog, som savner bøjninger, både af navneord og udsagnsord. Ordene sammenføjes til meninger uden at forandre form og uden opdeling i ordklasser, idet ordenes funktion bestemmes ved deres placering i sætningen. I sin reneste form betyder det at alle ord kun består af ét morfem. Flertal må da f.eks. markeres ved et særskilt ord for "mange", mens verbalhandling i fortid angives ved at tilføje et ord for "dengang".
Modsætningen til analytiske sprog betegnes syntetiske sprog, hvor især bøjninger bruges for at udtrykke grammatiske funktioner.
Som eksempler på forholdsvis rene isolerende sprog kan nævnes kinesisk og vietnamesisk.
NB: Begrebet må ikke forveksles med isoleret sprog.